# Бановић
Бановић је српско и хрватско презиме. Може се односити на следеће особе:
- Зоран Бановић (1977), црногорски фудбалер
- Страхиња Бановић (умро 1389), средњовековни српски јунак